# Leslie Jordan
Leslie Allen Jordan (n.  ?) a fost un actor și scriitor american. Jordan a câștigat recunoaștere pentru rolurile sale ca Lonnie Garr în Hearts Afire (1993–1995), Beverly Leslie în Will & Grace (2001–2006, 2017–2020), mai multe personaje din franciza American Horror Story (2011–prezent), Sid în The Cool Kids (2018–2019) și Phil în Call Me Kat (2021–2022).
A murit pe 24 octombrie 2022, într-un accident de mașină în timp ce conducea în Los Angeles.

## Filmografie
- 1989: The People Next Door de Jacob Truman Fipps
- 1991: Top of the Heap de Jacob Emmet Lefebvre
- 1993: Jason Goes to Hell: The Final Friday ca Shelby
- 1993–1995: Hearts Fire ca Lonnie Garr
- 2001–2017: Will & Grace de Beverley Leslie
- 2009: Eating Out: All You Can Eat ca Harry
- 2011: The Help ca în rolul lui Blackly
- 2013: American Horror Story: Coven ca Quentin Fleming
- 2016: American Horror Story: Roanoke ca Ashley Gilbert